# Kumenonhi

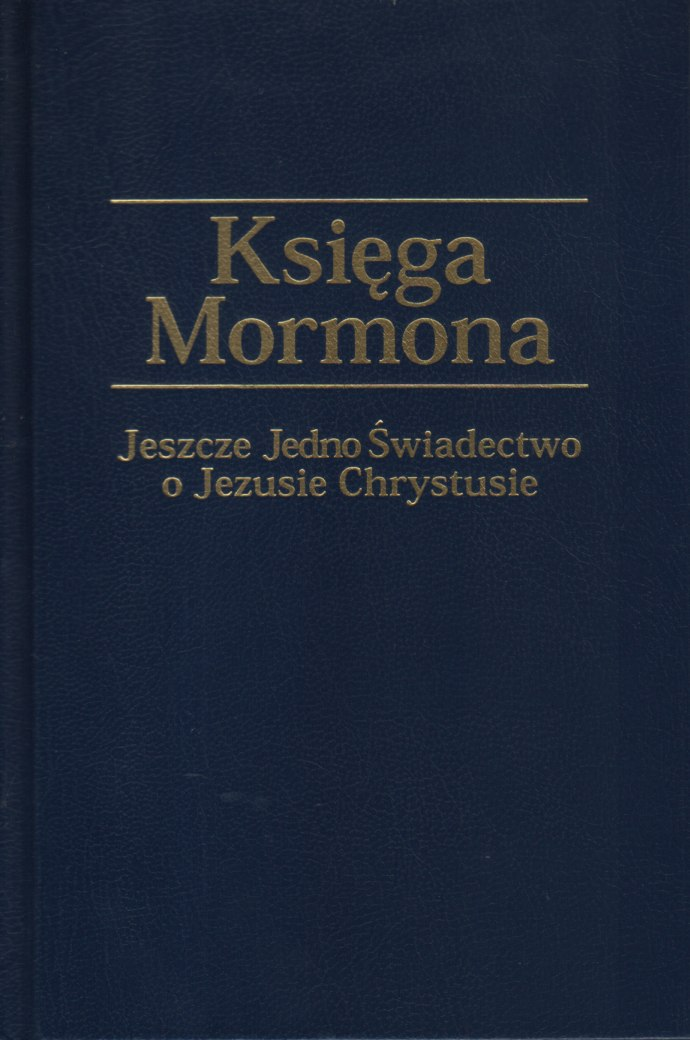
Księga Mormona, jedno z mormońskich pism świętych i jednocześnie źródło wzmianki o Kumenonhim

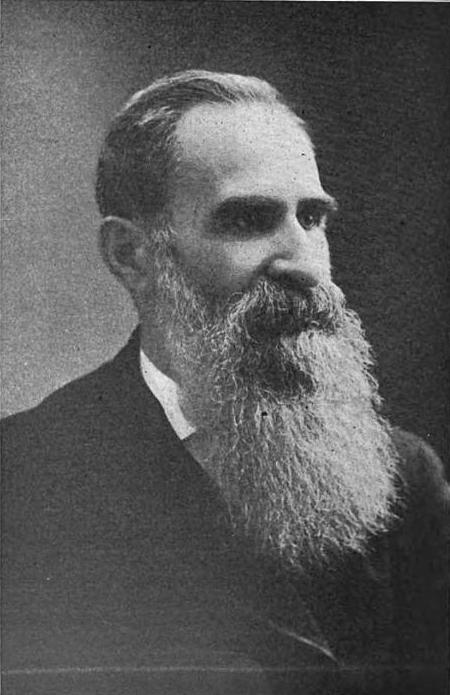
George Reynolds, jeden z pionierów badań nad Księgą Mormona. W swej pracy A Dictionary of the Book of Mormon, Comprising Its Biographical, Geographical and Other Proper Names sugerował, że rezultaty pracy Kumenonhiego oraz jego towarzyszy były odczuwalne tak w Ameryce Południowej jak i Północnej

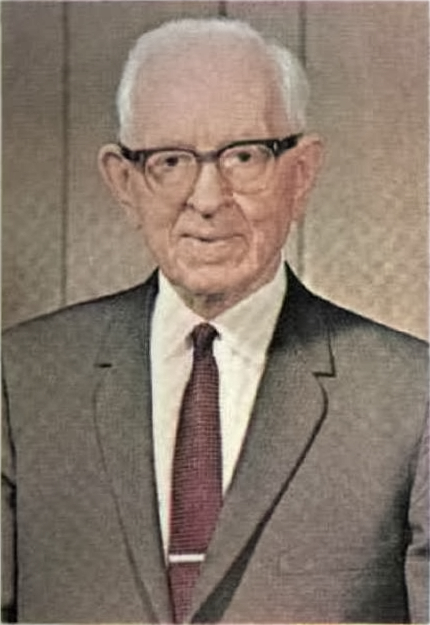
Joseph Fielding Smith, dziesiąty prezydent Kościoła Jezusa Chrystusa Świętych w Dniach Ostatnich. Analizował niektóre aspekty doktrynalne posłannictwa Kumenonhiego, w tym kwestię jego apostolskiego statusu

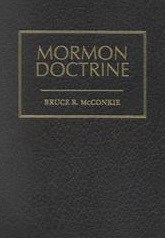
Okładka drugiego Mormon Doctrine, kontrowersyjnej pracy Bruce'a R. McConkiego. W publikacji tej posługa Kumenonhiego została określona mianem apostolskiej

Kumenonhi (deseret 𐐗𐐆𐐅𐐣𐐀𐐤𐐉𐐤𐐐𐐌) – w wierzeniach ruchu świętych w dniach ostatnich (mormonów) jeden z nefickich uczniów (apostołów) powołanych przez Jezusa Chrystusa podczas jego wizyty na starożytnym kontynencie amerykańskim. Włączenie Kumenonhiego do nefickiego kworum dwunastu nastąpiło wcześnie. Nauczał on grupę Nefitów, przekazując jej treść tak zwanego kazania w świątyni. Został ochrzczony przez Nefiego, konfirmowany oraz otrzymał dar Ducha Świętego. Doznał przemienienia, mającego być jedną z oznak posługi, do której został powołany pośród Nefitów. Działalność misyjną rozpoczął jeszcze w czasie pobytu Chrystusa na kontynencie amerykańskim, doczekał się w niej ogromnego sukcesu. Okoliczności jego śmierci są niepewne. Wraz z towarzyszami jest obiektem dyskusji mormońskich teologów. Jego status jako apostoła, kwestia przyjętego przezeń ponownego chrztu czy też bezpośredniej modlitwy do Chrystusa budzą szczególne zainteresowanie. Wykorzystywany bywa przez apologetów tej tradycji religijnej. Imię Kumenonhi nadawane jest dzieciom w rodzinach świętych w dniach ostatnich, wśród wyznających mormonizm Maorysów.

## Wymowa i pisownia imienia
Wymowa tego imienia wzbudzała pewne zainteresowanie mormońskich badaczy. Zostało ono zresztą ujęte w przewodniku po wymowie, dołączanym do każdego egzemplarza anglojęzycznej wersji Księgi Mormona od 1981. Źródła wskazują niemniej na znaczną różnicę między wymową preferowaną i powszechną współcześnie a tą z wczesnego okresu kolonizacji terytorium Utah. Pierwotna wymowa, zwłaszcza ta stosowana przez Josepha Smitha, ma pewne znaczenie w badaniach nazw własnych występujących w Księdze Mormona, choć, na gruncie mormońskiej teologii, nie jest w nich czynnikiem decydującym. Do ustalenia wymowy używanej przez Smitha wykorzystuje się między innymi wydanie Księgi Mormona w alfabecie deseret z 1869.
Istnieją wszelako relacje ludzi posługujących w procesie nazywanym przez świętych w dniach ostatnich tłumaczeniem Księgi Mormona, które rzucają światło na to, jak Smith pierwotnie radził sobie z nieznanymi słowami. Hugh Nibley, powołując się na relacje skrybów Smitha, stwierdził, że nigdy nie wymawiał on takich słów, zawsze poprzestając na ich przeliterowaniu. Ściśle na gruncie mormońskiej teologii nie próbuje się dociekać pierwotnej wymowy tegoż słowa, podobnie jak nie prowadzi się takowych rozważań wobec słów i nazw nefickich jako takich.
Również na gruncie mormońskiej teologii zauważa się inherentną problematyczność wymowy nazw i imion przynależnych do tej mormońskiej świętej księgi. Ma to wynikać z tego, że żadne z nich nie zostało przekazane Josephowi Smithowi ustnie, z wyjątkiem może imienia Moroniego, który wszak przedstawił się Smithowi w wizji. Z doktrynalnego punktu widzenia sposób, w jaki bohaterowie Księgi Mormona wypowiadali te słowa, pozostał nieznany pierwszemu mormońskiemu przywódcy.
Pisownia tego imienia również wzbudzała pewne zainteresowanie, zwłaszcza w kontekście krytycznego opracowania i publikacji Księgi Mormona. W manuskrypcie oddanym do dyspozycji drukarza odpowiedzialnego za pierwsze wydanie zapisano je pierwotnie jako "Kumenonku". Oliver Cowdery, posługujący Josephowi Smithowi skryba odpowiedzialny za utrwalenie tej partii tekstu, poprawił je następnie na "Kumenonhi", wreszcie zaś na "Kumenonki". Nie da się w sposób rozstrzygający ustalić, jaka pisownia była tą zamierzoną i pożądaną. Cowdery zapisywał litery "h" i "k" w sposób bardzo podobny, w związku z czym nie jest wykluczone, że kopiując tekst między pierwotnym manuskryptem a tym oddanym do druku popełnił błąd. Royal Skousen zasugerował, by za poprawny wariant uznać "Kumenonhi". Opinię tę sformułował na podstawie analizy innych występujących na kartach Księgi Mormona nazw oraz innych słów mających, z teologicznego punktu widzenia, pochodzenie nefickie. Doszedł do wniosku, że zapis "Kumenonki" nie współgra z ogólnymi praktykami nazewniczymi mormońskiego świętego tekstu.
Zarysowane wyżej stanowisko Skousena zbieżne jest zresztą z decyzjami redakcyjnymi podejmowanymi przez zdecydowaną większość wydawców Księgi Mormona, w tym przez odpowiedzialnych za obecnie używaną edycję anglojęzyczną z 1981.

## Umiejscowienie w tekście Księgi Mormona
W ściśle teologicznym sensie relacja o Kumenonhim zawarta jest w partii materiału określanej mianem większych płyt Nefiego. Wchodzi w skład płyt Mormona, zatem streszczenia większych płyt Nefiego dokonanego przez Mormona. Pozostaje również wciąż w partii tekstu skróconej i zredagowanej przez Mormona, bez udziału Moroniego. Na kartach oficjalnych edycji Księgi Mormona, w tym tej obowiązującej od 1981, pojawia się bezpośrednio wyłącznie w czwartym wersecie dziewiętnastego rozdziału 3. Księgi Nefiego. Współcześnie używany system podziału na rozdziały i wersy sięga 1879. W jej pierwszym wydaniu bowiem, opublikowanym w 1830, wzmianka o Kumenonhim była częścią dziewiątego rozdziału tej samej księgi. Ocenia się, że mówiący bezpośrednio o tym uczniu fragment został spisany 16 maja 1829.
Poza wspomnianą wzmianką o bezpośrednim charakterze pojawia się wielokrotnie w rozmaitych innych rozdziałach 3. Księgi Nefiego, zawsze jako część nefickich dwunastu. W podobnym charakterze występuje w wersetach od pierwszego do trzeciego drugiego rozdziału Księgi Moroniego, jak również w początkowych partiach 4. Księgi Nefiego.

## W wydarzeniach związanych z wizytą Chrystusa na kontynencie amerykańskim
Znalazł się wśród dwunastu uczniów powołanych przez Chrystusa podczas jego wizyty na starożytnym kontynencie amerykańskim. Ogromna większość informacji o nim pochodzi z zapisów dotyczących wszystkich nefickich dwunastu. Komentatorzy zauważali, że prawdopodobne jest, jakoby włączenie Kumenonhiego do nefickiego kworum dwunastu nastąpiło wcześnie, już podczas pierwszego dnia wizyty Jezusa.
Otrzymał moc chrzczenia, jako członek dwunastu wchodził w skład ciała przewodniczącego Kościołowi Chrystusa pośród Nefitów. Przekazał grupie swoich pobratymców treść chrystusowego przesłania zawartego w wystąpieniu nazywanym przez mormońskich teologów kazaniem w świątyni. Zgodnie z dociekaniami komentatorów mógł w tych warunkach nauczać około 2500 ludzi, mężczyzn, kobiet i dzieci. Nauki te, zgodnie z wysuniętymi spekulacjami, miały trwać przynajmniej kilka godzin. Chronologicznie umiejscawia się je w godzinach porannych drugiego dnia amerykańskiej posługi Jezusa.
Modlił się następnie, wraz ze swymi towarzyszami, o dar Ducha Świętego. Został też ochrzczony przez Nefiego, ucznia, który, zgodnie z komentarzami, pełnił funkcję odpowiadającą współczesnemu przewodniczącemu Kworum Dwunastu Apostołów. Chrzest mógł nastąpić w rzece Sydon, choć są to tylko interpretacyjne spekulacje. Następnie miał zostać konfirmowany i otrzymać wspominany wcześniej dar Ducha Świętego. Otoczył go potem jakby ogień, a z nieba zstępowali aniołowie, posługując tak jemu, jak i jego towarzyszom. Zauważono, że tym samym stał się w oczach Bożych równie niewinny co nefickie dzieci, które dostąpiły identycznego doświadczenia nieco wcześniej.
Pośród duchowo oczyszczonych uczniów, w tym Kumenonhiego, zstąpił następnie z nieba Jezus, również im posługując. Interpretacje tekstu podnoszą, że uznawał Kumenonhiego i jego towarzyszy za przyjaciół oraz za posłuszne sługi. Nakazał im uklęknąć na ziemi oraz modlić się. We wspomnianej następnie modlitwie Kumenonhi i jego apostolscy współbracia zwracali się bezpośrednio do Jezusa, nie zaś do Ojca, jak to ma zazwyczaj miejsce we współczesnej praktyce religijnej świętych w dniach ostatnich. Uzasadniono to między innymi osobistą obecnością Chrystusa podczas tejże modlitwy.
Modlili się nadal również podczas pierwszej wypowiedzianej na uboczu modlitwy dziękczynnej Jezusa do Ojca. Komentatorzy zauważali efekty wpływu Ducha Świętego na serca i umysły nefickich dwunastu, w tym Kumenonhiego, w tej sytuacji. W ściśle teologicznym sensie podniesiono, że w swej ostatecznej redakcji Mormon nie przekazał tu pragnień, które mogli w tym momencie wyrażać neficcy uczniowie. Pragnienia te były zatem prawdopodobnie tożsame z wolą Ojca. Neficcy apostołowie uczyli się i byli umacniani przez swoje własne modlitwy, posiadając umysł i pragnienia Chrystusa w tym akcie.
Kumenonhi oraz towarzysze doznali przemienienia, mającego być jedną z oznak posługi, do której zostali powołani pośród Nefitów. Ich przemiana oraz modlitewne skupienie zadowoliły Jezusa, który uśmiechał się do nich. Mieli się jednocześnie stać wyczulonymi na prawdy Boże przez swoją stałą i żarliwą wiarę. Pozostawali w żarliwej modlitwie również podczas drugiej modlitwy Jezusa na uboczu, połączeni w gorącym oddaniu, co ponownie miało wyraźnie ucieszyć Chrystusa.
Po zakończeniu modlitw wzięli udział w sakramencie, jako pierwsi przyjmując chleb i wino jako ochrzczeni członkowie Kościoła Chrystusa. Później jednocześnie pomogli roznosić chleb i wino pośród zgromadzonych Nefitów. Kumenonhi mógł być odpowiedzialny w tym kontekście za wcześniej wspomnianą grupę około 2500 osób. Czyniłoby to obrzęd jednakże bardzo czasochłonnym.
Zapis źródłowy, mniej bogaty w szczegóły dotyczące uczniów w kolejnych partiach, mówi wszelako, że rozpoczęli oni chrzczenie i nauczanie jeszcze podczas pobytu Chrystusa pośród Nefitów. Komentatorzy zauważają, że każdy z ochrzczonych miał również nałożone ręce na głowę wraz z obietnicą daru Ducha Świętego zgodnego z własną wiernością. Nie wiadomo, jak wiele czasu upłynęło między trzema pierwszymi dniami wizyty Jezusa a jego kolejnym pojawieniem się. Można założyć, że terenem  pierwotnej aktywności dwunastu były miasto i ziemia Obfitość. Nie wiadomo też, ile trwała ich misja poza granice miasta, jednakże musiało minąć nieco czasu, zanim uczniowie spotkali się ponownie. Ponowne ukazanie się Chrystusa, które nastąpiło wkrótce później, poświęcone było właściwej nazwie Kościoła. Uczniowie byli jednocześnie zainteresowani swoimi późniejszymi losami jako sług Bożych.
Chrystus podkreślił też ponownie konieczność prowadzenia przez nefickich uczniów, w tym przez Kumenonhiego, dokładnych zapisów dotyczących ich posługi. Komentatorzy widzą w tym między innymi przejaw odpowiedzialności uczniów za prawość ich nefickich pobratymców. Zauważono takoż potencjalnie ogromne konsekwencje polityczne postawionego przez uczniów pytania o właściwą nazwę Kościoła, wspomnianego powyżej.

## Dalsza posługa
Po zakończeniu nefickiego etapu posługi Chrystusa oraz jego ostatecznym wniebowstąpieniu uczniowie, pośród nich zaś Kumenonhi, kontynuowali gorliwie swą apostolską pracę. Spotkali się przy tym z ogromnym sukcesem. Starszy George Reynolds w swym opublikowanym w 1891 A Dictionary of the Book of Mormon, Comprising Its Biographical, Geographical and Other Proper Names wspomina ten okres działalności Kumenonhiego oraz jego towarzyszy, stwierdzając w krótkim czasie każda dusza na obu kontynentach [amerykańskich] zaakceptowała przesłanie, które nieśli. Należy niemniej umieścić tę uwagę w kontekście współczesnej pozycji doktrynalnej Kościoła. Odnośnie do wydarzeń z Księgi Mormona mówi ona jedynie, że miały one miejsce w starożytnych Amerykach, bez podawania dalszych szczegółów. Można wszakże spokojnie założyć rozległy zakres ich aktywności, rozciągający się na wszystkie zamieszkane przez Nefitów tereny, jak również bardzo szybkie i uniwersalne przyjęcie Ewangelii w tak wyobrażonym kontekście geograficznym.

## Śmierć
Nie da się jednoznacznie ustalić, kiedy nastąpiła śmierć Kumenonhiego. Jeśli założy się, że najmłodszy z uczniów miał mieć w momencie powołania dwadzieścia lat, wówczas najpóźniejsza możliwa data jego zgonu to 86 n.e. Jest to zgodne z obietnicą Chrystusa zapisaną w trzecim wersecie dwudziestego ósmego rozdziału 3. Księgi Nefiego. Sam tekst nie przynosi tu jasnych rozstrzygnięć. Teologowie zwracali uwagę na wzmiankę, zgodnie z którą ostatni z uczniów zmarł między 79 a 100 n.e.
Nie wiadomo, czy znalazł się pośród trzech nefickich uczniów, ta informacja bowiem została z nakazu Bożego ukryta przed światem. Jeśli istotnie stanowi część tej grupy, jego ciało zostało przemienione, otrzymując właściwości terestialne w miejsce dotychczasowych telestialnych, sam zaś Kumenonhi pozostaje na ziemi aż do czasu ponownego przyjścia Chrystusa.
Mimo że, jak wspomniano, na gruncie doktryny nie da się rozstrzygnąć tego, czy Kumenonhi był jednym z trzech nefickich uczniów, nie powstrzymało to wszelako rozwoju mormońskiego folkloru wokół tej kwestii. Oliver B. Huntington, jeden z wczesnych członków Kościoła, zanotował w swoim dzienniku pod datą 16 lutego 1895 jestem skłonny stwierdzić, że imiona trzech Nefitów, którzy nie spoczęli w ziemi to Jeremiasz, Sedekiasz i Kumenonhi. Jakkolwiek dziennik Huntingtona znany jest z podobnych rewelacji teologicznych często wspominanych wraz z powołaniem się na proroczy autorytet Josepha Smitha, w tym konkretnym przypadku nie podał on jakiegokolwiek źródła swoich informacji.
Niezależnie natomiast od tego czy znalazł się wśród trzech nefickich uczniów czy też nie miał nauczać Josepha Smitha. Miał być w ten sposób zaangażowany w przygotowywanie twórcy ruchu świętych w dniach ostatnich do należytego wypełniania przezeń wyznaczonej mu w mormońskich wierzeniach roli. Informacja ta pochodzi z przekazu pióra Johna Taylora, bliskiego współpracownika Smitha oraz trzeciego prezydenta Kościoła.

## W badaniach nad Księgą Mormona
Istnienie Kumenonhiego nie znalazło potwierdzenia w źródłach zewnętrznych. Językoznawcy związani z Kościołem Jezusa Chrystusa Świętych w Dniach Ostatnich rozważali etymologię imienia tego apostoła. Hugh Nibley wskazał na jego hetyckie korzenie, przechowane w formie wykazującej silne wpływy języka egipskiego. Hetyckie nazwy miejscowe miały był typowe w Palestynie za czasów patriarchy Lehiego. W ten sposób miały trafić do języka używanego przez Nefitów.
Nibley zwrócił też uwagę na podobieństwo tego imienia do nazwy hetyckiego miasta Kumani.

## W mormońskiej teologii

### Kwestia apostolatu
W samym tekście źródłowym Kumenonhi oraz jego towarzysze określani są jedynie jako uczniowie, nie zaś jako apostołowie. Niemniej, jak zauważył Joseph Fielding Smith, specjalista w zakresie mormońskiej doktryny oraz dziesiąty prezydent Kościoła, otrzymali oni pełnię Ewangelii wraz z władzą i upoważnieniem kapłaństwa Melchizedeka, dokładnie tak samo jak apostołowie powołani w starożytnej Palestynie. Posiadali zatem Boże upoważnienie do bycia szczególnymi świadkami Jezusa Chrystusa pośród swoich pobratymców. Mogą być tym samym uznani za apostołów posłanych do Nefitów. Wypowiadając się na temat relacji między nimi a apostołami wczesnego kościoła w Palestynie Smith dodał, że Nefici podlegali ostatecznie władzy Szymona Piotra. Jednocześnie ich status doktrynalny jest taki sam jak ten przyznawany Josephowi Smithowi oraz Oliverowi Cowdery'emu w okresie nazywanym dyspensacją pełni czasów. Bruce R. McConkie, zięć Fieldinga Smitha oraz członek Kworum Dwunastu, nazwał posługę nefickich uczniów apostolską w swojej kontrowersyjnej pracy Mormon Doctrine z 1958.
W podobnym tonie wypowiadał się Sidney B. Sperry. Badacz ten dodał równocześnie, że jakkolwiek w ściśle teologicznym sensie Kościół Chrystusa może mieć w danym momencie tylko jedno Kworum Dwunastu Apostołów, to neficcy uczniowie byli nieznani swoim palestyńskim współwyznawcom. Mieszkańcy kontynentu amerykańskiego mieli takie samo prawo do posługi apostolskiej co mieszkańcy obszaru wokół Morza Śródziemnego. Apostolski status nefickich uczniów ma, zdaniem Sperry'ego, oparcie tak w wersetach pierwszym i drugim drugiego rozdziału Księgi Moroniego jak i w wypowiedzi Josepha Smitha o obecności apostolatu na starożytnym kontynencie amerykańskim datowanej na 1 marca 1842.
Wątek ten zresztą nie jest w mormońskiej myśli nowy. Rozwijał go już jeden z wczesnych mormońskich przywódców, George Q. Cannon. W 1882, w czasie swojej posługi jako pierwszy doradca w Pierwszym Prezydium, wygłosił przemówienie, w którym stwierdził klucze dzierżył w tym przypadku Piotr, jako głowa tamtej dyspensacji. Tym samym ludzie, którzy otrzymali apostolstwo na kontynencie amerykańskim, mieli podlegać osądowi dwunastu z Jerozolimy.

### Zagadnienie ponownego chrztu
Niektórzy uczeni specjalizujący się w mormońskiej teologii i analizie Księgi Mormona zastanawiali się, dlaczego Kumenonhi oraz inni neficcy uczniowie musieli zostać ponownie ochrzczeni, nawet jeżeli oczywiste jest, że ów obrzęd otrzymali już wcześniej. Joseph Fielding Smith wypowiadając się w tej kwestii zauważył, że przyczyną była tutaj ponowna organizacja Kościoła pod auspicjami Ewangelii. W takim ujęciu Kościół miał uprzednio istnieć w sensie prawnym. Powiązał w ten sposób wydarzenia opisane w Księdze Mormona z wczesną historią ruchu świętych w dniach ostatnich. Zauważył bowiem, że Joseph Smith oraz inni mormoni z samych początków Kościoła zostali również ochrzczeni podwójnie. Drugi chrzest nastąpił 6 kwietnia 1830, w dniu formalnej organizacji Kościoła.

### Kwestia modlenia się do Chrystusa
Modlitwa kierowana przez Kumenonhiego oraz jego towarzyszy bezpośrednio do Jezusa również wzbudziła zainteresowanie mormońskich teologów, głównie ze względu na swoją wspomnianą powyżej nietypowość w odniesieniu do mormońskiej kultury. Pochylił się nad tym aspektem przekazu o Kumenonhim Bruce R. McConkie. Wskazał, że przebywający w ich obecności Jezus Chrystus reprezentował Ojca. Ujrzenie go zatem było tym samym co ujrzenie Ojca. Modlenie się do niego było jak modlenie się do Ojca. Przyznał jednak generalną wyjątkowość i niepowtarzalność samej sytuacji. Jak stwierdził, miała ona miejsce tylko ten jeden raz we wszystkich długich wiekach interakcji Pana ze swoimi dziećmi.

## W mormońskiej kulturze
Niezależnie od otaczających go spekulacji etymologicznych i teologicznych znalazł miejsce w mormońskiej kulturze. Wraz z towarzyszami pojawił się w czwartym sezonie wyprodukowanej z inicjatywy Kościoła serii Book of Mormon Videos. Przedstawiony został, również wraz ze swymi towarzyszami w Scripture Stories Coloring Book: Book of Mormon, kolorowance dla dzieci wydanej przez Kościół. Imię Kumenonhi (w zapisie Kumenohi) występuje wśród wyznających mormonizm Maorysów.